# Z.É. - Zenas Emprovisadas
O projeto Zenas Emprovisadas (conhecido também por Z.É. - Zenas Emprovisadas) é uma peça teatral composta, essencialmente, por esquetes de improvisação. O grupo fez a sua estreia em 2003, em um pequeno espaço no Rio de Janeiro e tornou-se, posteriormente, um fenômeno de público.[carece de fontes?]
O grupo, formado por Marcelo Adnet, Fernando Caruso, Gregório Duvivier e Rafael Queiroga - comediantes de primeira linha da nova geração – se caracterizava por se reinventar a cada apresentação com uma participação especial, o que faz de cada show inédito. Já completaram o elenco de Z.É atores como Alexandra Richter, Cissa Guimarães, Fabiana Karla, Luís Miranda, Fábio Porchat, Luana Piovani, Mateus Solano, Paulo Gustavo e outros. As apresentações contam ainda coma a participação de plateia, que interage com os atores.
Recebeu o Prêmio Shell de Teatro no ano de 2005, em categoria especial "pelo projeto inovador e qualidade de sua proposta de trabalho".
Atualmente, o grupo continua em atividade com temporadas a cada semestre no Rio de Janeiro e apresentações esporádicas pelo Brasil.

## Características do Espetáculo
A maratona de improvisação tem tido impacto inédito no teatro brasileiro, criando um espetáculo único, diferente a cada apresentação. Com uma hora de duração, o espetáculo é dividido em três blocos:
– Um esquete de humor (diferente a cada apresentação) – com elenco.
– Uma aula ao vivo de teatro (diferente a cada apresentação) – o diretor convidado prepara uma aula surpresa e propõe exercícios de improvisação aos atores, comentando objetivos e resultados para a plateia.

– Jogos de improvisação fixos – o público sugere frases e inventa situações que serão vividas pelos atores, com coordenação do diretor convidado. Os jogos de improvisação são os mesmos, contudo com sugestões e resultados completamente diferentes. Tudo ao vivo e a cores, feito na hora.